# Rubus eucalyptus
Rubus eucalyptus es una especie de planta del género Rubus, perteneciente a la familia Rosaceae.

## Taxonomía
Rubus eucalyptus fue descrita por Wilhelm Olbers Focke en 1911.

## Distribución
Se encuentra en el territorio centro-norte y  centro-sur de China.